# 牧羊

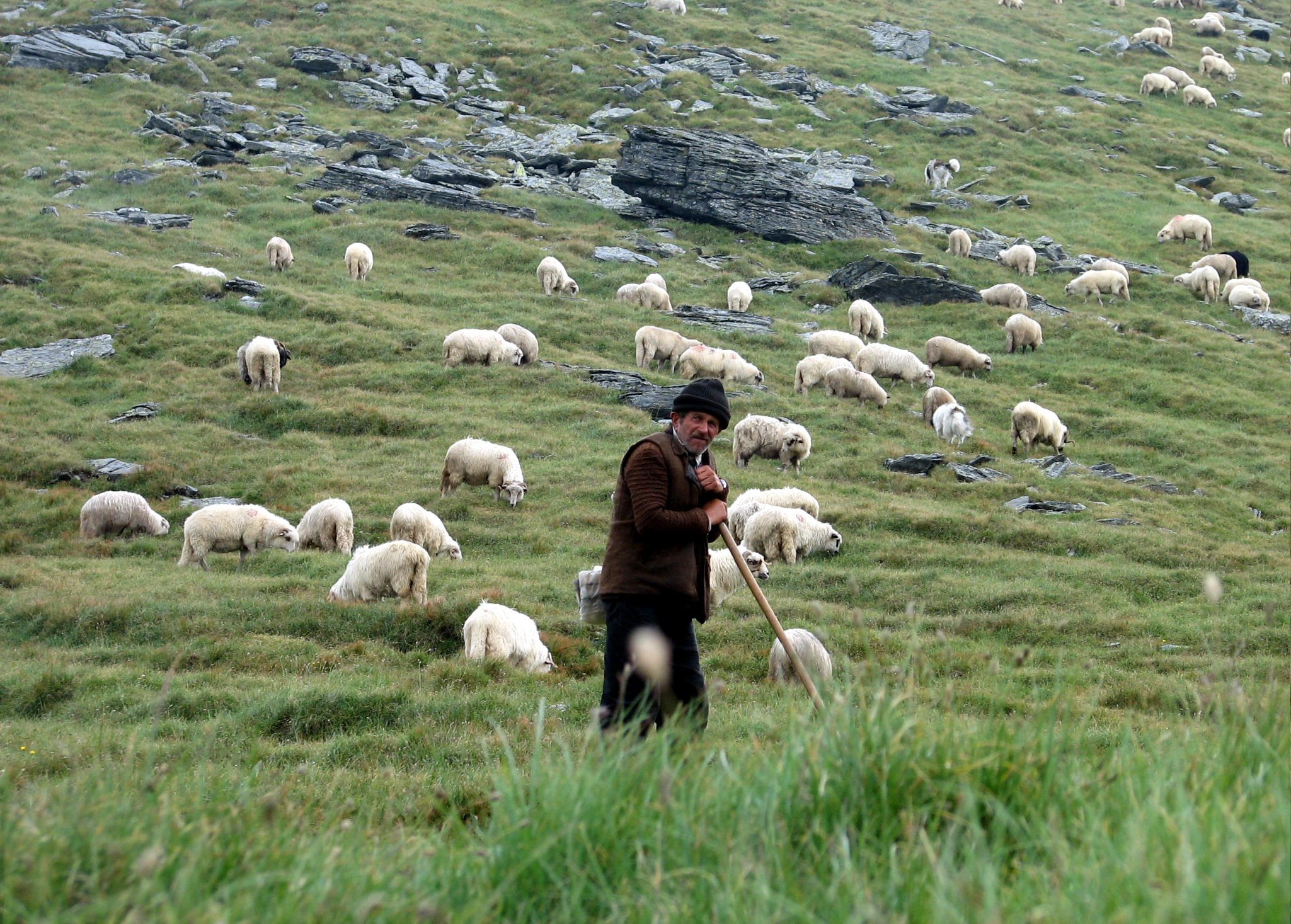
羅馬尼亞中部山區弗格拉什的老牧羊人。

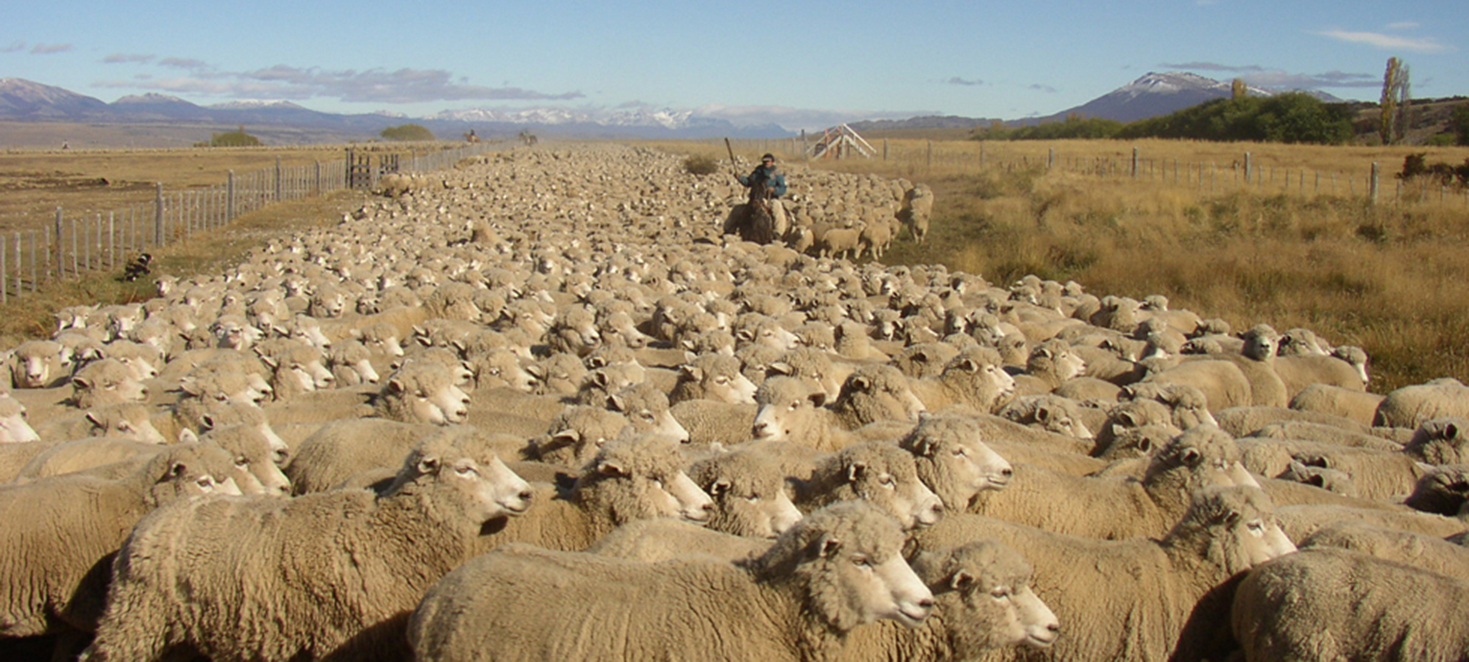
羊在阿根廷巴塔哥尼亚

牧羊是人類最古老的生產活動之一，在農業系統中屬於畜牧業的一種，其生產成品以羊毛或羊奶為主。一般而言，羊群非常依賴牧羊人的飼養和牧羊犬的保護，或由牧羊人帶領下尋找新的草場覓食。而牧羊業至今仍舊是歐洲、美洲和大洋洲部分傳統農業地區的主要產業和經濟來源。

## 牧羊歷史

### 起源
放牧羊隻是人類最源遠流長的職業之一，追溯至6,000年前的安那托利亞半島（小亞細亞）就已經有人在牧羊。當時畜養羊隻的目的主要是為了牠們非常保暖的厚羊毛，其次是可供食用的羊奶和羊肉。在隨後的數千年裡面，牧羊活動開始擴展到整個歐亞大陸之上。初時雖然有些羊都是被固定地留在家庭農場之中，與其他動物例如雞和豬一起養殖，但漸漸地人們了解到如果想維持龐大的族群數量，就必須把牠們不斷地由一個牧草地移到另一個牧草地生活以滿足大量的食草需求，由此就衍生出第一批專門放養羊群的農戶——牧羊人。
牧羊人的最重要的職責是讓他們的羊群完整，保護牠們免受狼和其他食肉動物的襲擊；另外也要監督羊群遷移，並確保他們準確無誤地在指定的時間到達市場範圍進行剪羊毛的工作 。在古代，牧羊人也常常用自己的羊來擠奶，並用這些羊奶來製作奶酪，時至今日只有少數的牧羊人仍然在這樣做。 

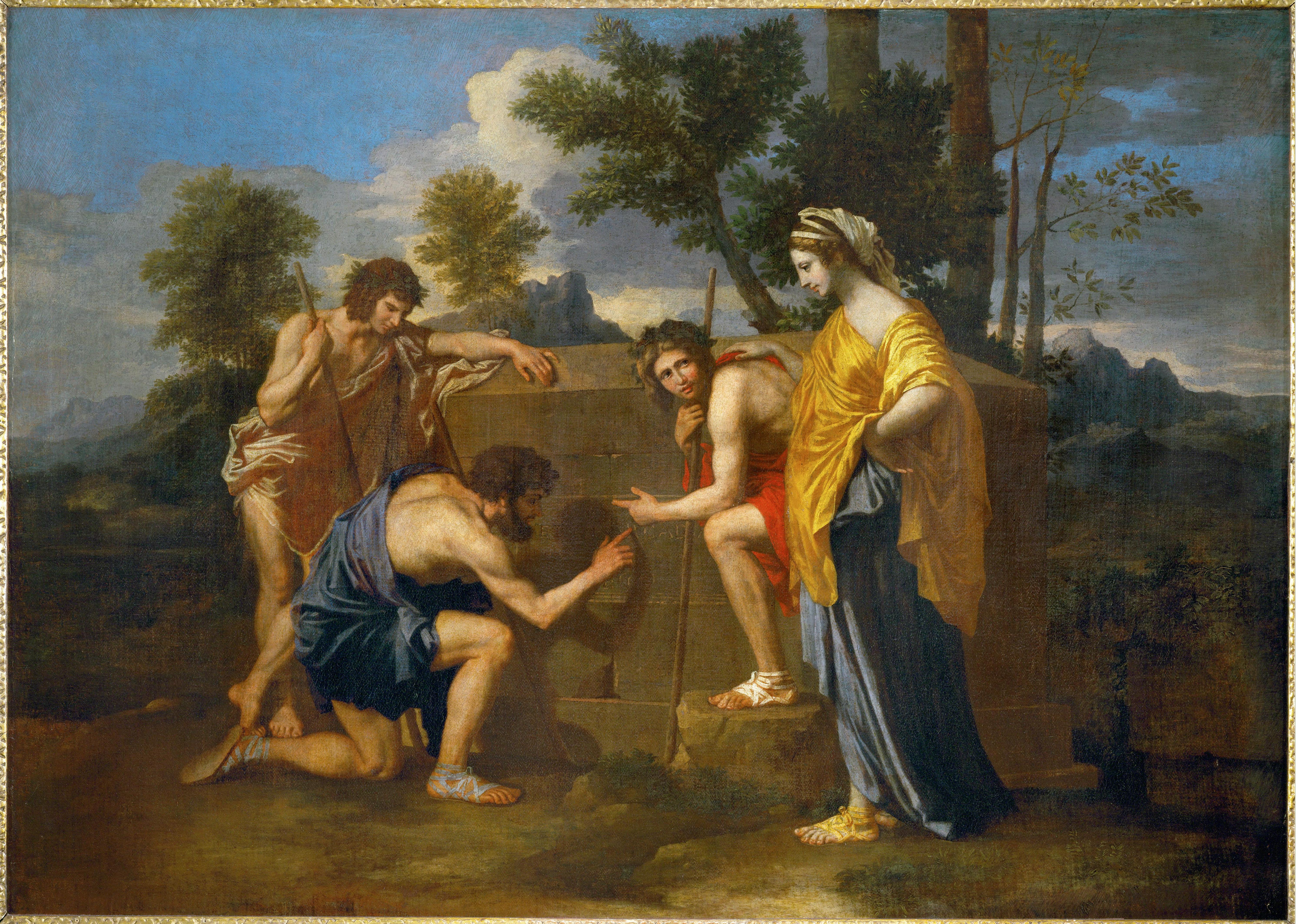
尼古拉·普桑在其代表作裡描繪出希臘神話中世外桃源阿卡迪亞的牧羊人。

在很多古代社會裡面牧羊人都曾經扮演過重要的經濟角色。與農民們不同之處是牧羊人大多只是支薪受僱的，故此他們雖然終日看顧著羊群，但羊群卻通常不屬於他們所有。而且當牧羊人還必須忍受與社會外界的隔絕，因為他們生活的大部分時間都要在空曠而人跡罕至的荒野或山上放牧。牧羊人的工作主要交由獨身的男性擔當，這樣便可以免去無暇照顧家室和子女的問題，亦因此牧羊行業很少是世襲式地父傳子承，在招聘新牧羊人時往往需從外部物色。與此同時，為數不少的農戶或農場主人倒卻喜歡安排他們最小的兒子去當個牧羊人，在所有財產例如牲口、田地及農具都留給較年長的兒子以後，這已經是能使小兒子幾乎三餐溫飽的不錯出路。
在其他某些地方，也有種習慣是每家每戶都派一名家庭成員去管理羊群，通常是小孩子、少年或者老人家去做，因為管羊屬於比較輕巧不費力的差事；在這情況之下，牧羊人則是完全地融入到整個社會之中，不致和大眾產生隔閡。
牧羊人也有分工合作的行規，通常數個相熟的牧羊人之間會形成小組，一起照顧一個龐大的羊群，又或者把各自的小羊群聚集起來一併照顧，這樣子每人都會盡力履行責任，比較不容易丟失羊隻。這段期間牧羊人們在野外會棲息於同一個簡便搭成的小帳棚裡，每天輪流帶羊群尋找草源，以及到鄰近的小鎮採購食物。還有種較不常見的做法是牧羊人找來一輛有蓋的四輪小馬車，這樣就可以舒適輕鬆地和羊群一起到處遷徙了。
古代的牧羊業只在某些地理區域得到進一步發展，因為在低地和河谷地帶，種植穀類作物比讓羊吃青草更有效率，所以大量畜養羊群的情況通常限於崎嶇的山脈地區。在近代之前，牧羊業主要集中於以色列、希臘、比利牛斯山脈、喀爾巴阡山脈和蘇格蘭。 

### 現代發展

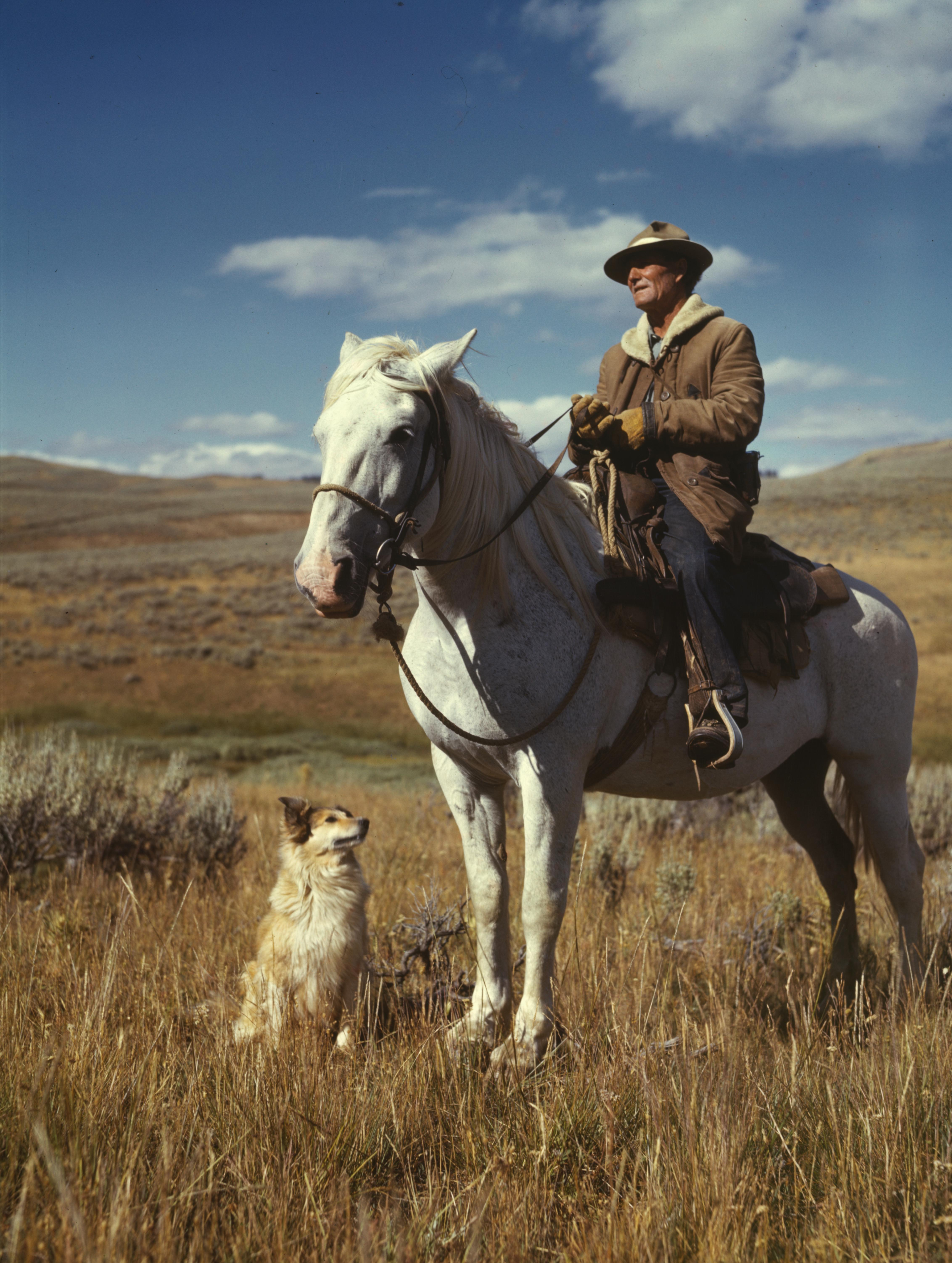
配備牧羊犬和馬匹的現代牧羊人，相片攝於1942年的加拿大麥迪遜。

牧羊界在現代發生了翻天覆地的變化。由於18、19世紀以後歐洲傳統的社區公共用地制度逐漸被廢除，驅使牧羊行業由儼然一支支小型而獨立的遊牧民族，改為固定地替莊園主人服務。有些非洲和亞洲例如印度的家庭則依然保持著以牛、羊等畜口作為主要財富的習俗，故而在其他家庭成員處理更重要的雜務時，羊群就經常交由家族中的幼子去守衛。而在美國，從事牧羊業的人大多數都散佈在當地土地管理局（BLM）轄下遼闊的公眾郊外領土上。
現今牧羊人的工資要高於過往任何一個時期，長時間聘用牧羊人去照料羊群的成本變得不菲。此外，羊群天敵（例如野狼、雪豹等）在世界各地的滅絕也令牧羊人的重要性正在下降中。
在某些國家，例如英國，部分品種刻苦耐寒的羊群已經習慣間歇地的毋須牧人守護；羊毛產量多的品種則可以留在室內進行人工飼養，即使定期或有需要時方去尋找新鮮牧草亦沒有問題。好些在高地生活的農戶甚至把品種更為強悍的羊群留在山腰或是草坡上自由放養，只有等到生小羔羊或剪羊毛這樣的必要場合時農民們才會特別去關注他們的羊群。

## 各國牧羊業

### 澳洲和紐西蘭

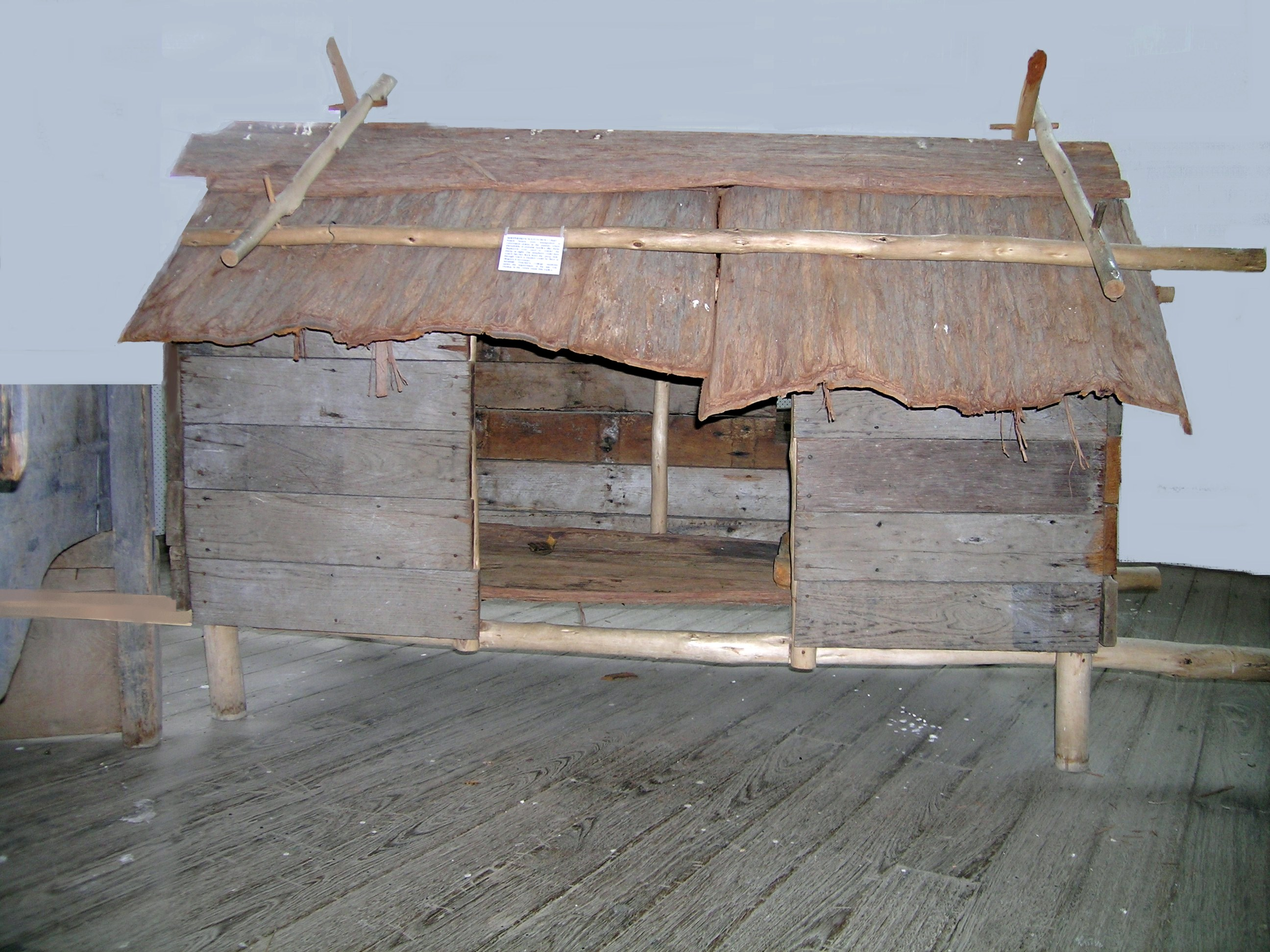
牧羊人留宿荒野用的可動式棚屋

隨著歐洲地理大發現期間羊隻被船隊陸續帶到世界其他各大洲，全世界的羊隻總數量有明顯的增幅，特別是在澳洲和紐西蘭因為土地條件合適，使得牧羊業在當地發展迅速 。
而澳洲新南威爾斯十九個縣內由於築有密集的寮屋，羊群的大量湧現一度造成嚴重的問題，牠們橫衝直撞地穿過那些不設圍欄的大型房屋叫人們非常頭痛，並且不得不開始著手訂立監管羊群的政策。當局於是聘用很多牧羊人去阻止羊群誤走歧途，闖入人類市區；同時盡量保持羊群的生態健康，例如預防牠們受到本土澳洲野犬和楔尾鷹的攻擊。而每逢到了小羔羊出生的季節，牧羊人的職責便更加的重大。
出於工作過程的長期被孤立和寂寞，牧羊行業最初並不怎受歡迎，只有牢中的囚犯才會被指派這差事。住宿環境惡劣加上在野外缺乏足夠營養的飲食，使到牧羊人很容易患上痢疾和壞血病。相對而言自由勞工會較欣然地接受這職業，他們之中有部分人在開往澳洲的航程裡就被奴隸主買下來照顧船上的羊群，直至抵達目的地為止。
有些時候，羊主們喜歡投訴牧羊人的效率低，並取笑他們因為擔心在廣闊無際的荒漠迷途而惶惶不可終日。
一般情況下，單個牧羊人很難把羊群全天候地管好，尤其不少野外的猛獸都習慣到黑夜才出沒，因此行內更普遍的做法是由兩個或以上的牧羊人合作輪更。在白天負責羊隻那位牧羊人，於每朝還未日出的清晨時分，就要起床領他的羊外出，經過整日下來尋覓草源和靜待牠們食草後，日落黃昏時他便會回到營地（由長木頭堆砌而成的圈欄）。這時候牧羊人的拍檔就會接班，然後徹夜不眠地留在小棚屋看守著羊群。直至另一個早晨開始，羊又移交回原先那牧羊人手中；牧羊的野外生活每日就這樣週而復始、有條不紊。
負責晚間看护羊群的那位牧羊人要格外的小心翼翼，因為他常在一個流動式的看守小棚渡過漫漫長夜，小棚屋就設在羊圈的附近，方便警戒曠野上的獵食動物。除了忠誠的牧羊犬會拴在營地範圍之外，部分現代的牧羊人還會額外帶上獵槍，以應付任何來自澳洲野犬或當地原住民的突發性危機及衝突。
在1839年一名牧羊人的普遍工資是每年₤50澳幣，另外每週得到糧食配給包括12磅肉、10磅麵粉、2磅砂糖和¼磅茶葉。但不久之後，薪酬便隨著1840年代的大蕭條時期而下跌至每年₤20澳幣。
由於薪金驟降，許多牧羊人在1850年代紛紛趕上當時的維多利亞淘金潮，希望能碰碰運氣並致富，整個畜牧業因此而流失了大量勞工，造成嚴重的人手短缺。這勞工短缺浪潮的後果是人們開始親自築起圍欄看管自己的羊群，形成日後倒過來對外聘牧羊人的需求急遽減少。在1880年代中期，新南威爾斯有高達95%的羊隻被關進主人的牧場內固定餵養。而1890年代新南威爾斯更是豎立了破紀錄的，總長度達到260萬公里的畜牧業圍欄，估算加起來的造價足足是3億澳幣。
總括言之，現今的牧場主人已經取締了牧羊人的職能，而親自照料羊群。故此傳統意義上的牧羊人已經在澳洲和紐西蘭式微了。

## 宗教意義

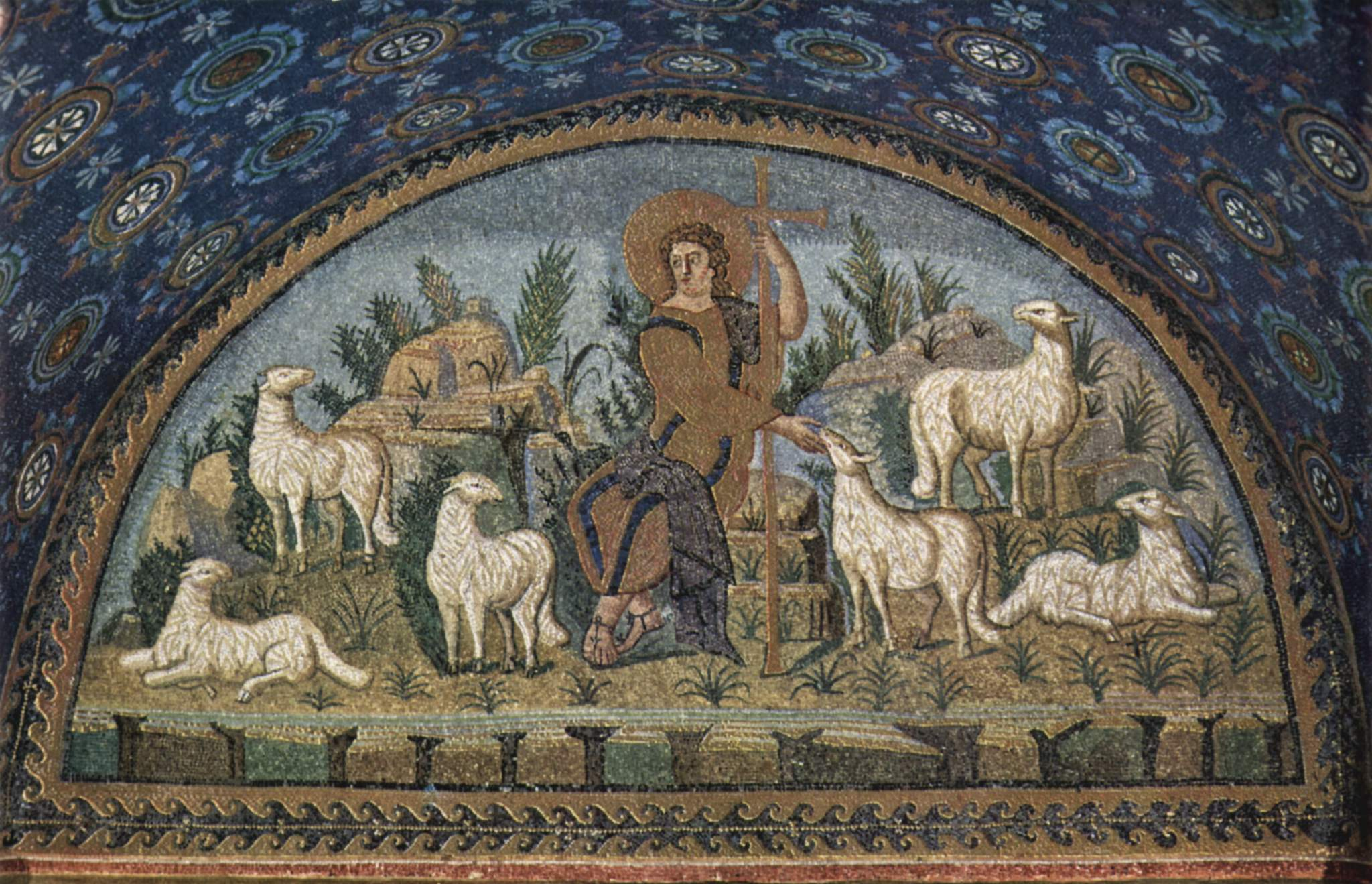
公元5世紀意大利城邦拉文納一幅鑲嵌藝術中展示出好牧人之形象。

作為象徵，「牧羊人」和「牧羊」這詞經常被用來形容神及其所為，特別是在猶太教和基督宗教的傳統裡面（最明顯一例：聖詠第23篇）；而在基督宗教而言則特指耶穌，耶穌也自稱為好牧人（The Good Shepherd），該記載可見諸《若望福音》10:11段。而古以色列人由於是一個農牧民族，因此確實有很多牧羊人在其中。值得注意的一點是，許多聖經記載的英雄人物都是牧羊人，他們包括列祖亞巴郎（亞伯拉罕）和雅各伯、先知梅瑟（摩西）和達味王（大衛王），以及舊約先知亞毛斯（阿摩斯）；在新約之中，天使們也宣佈耶穌乃生而為牧羊人。 

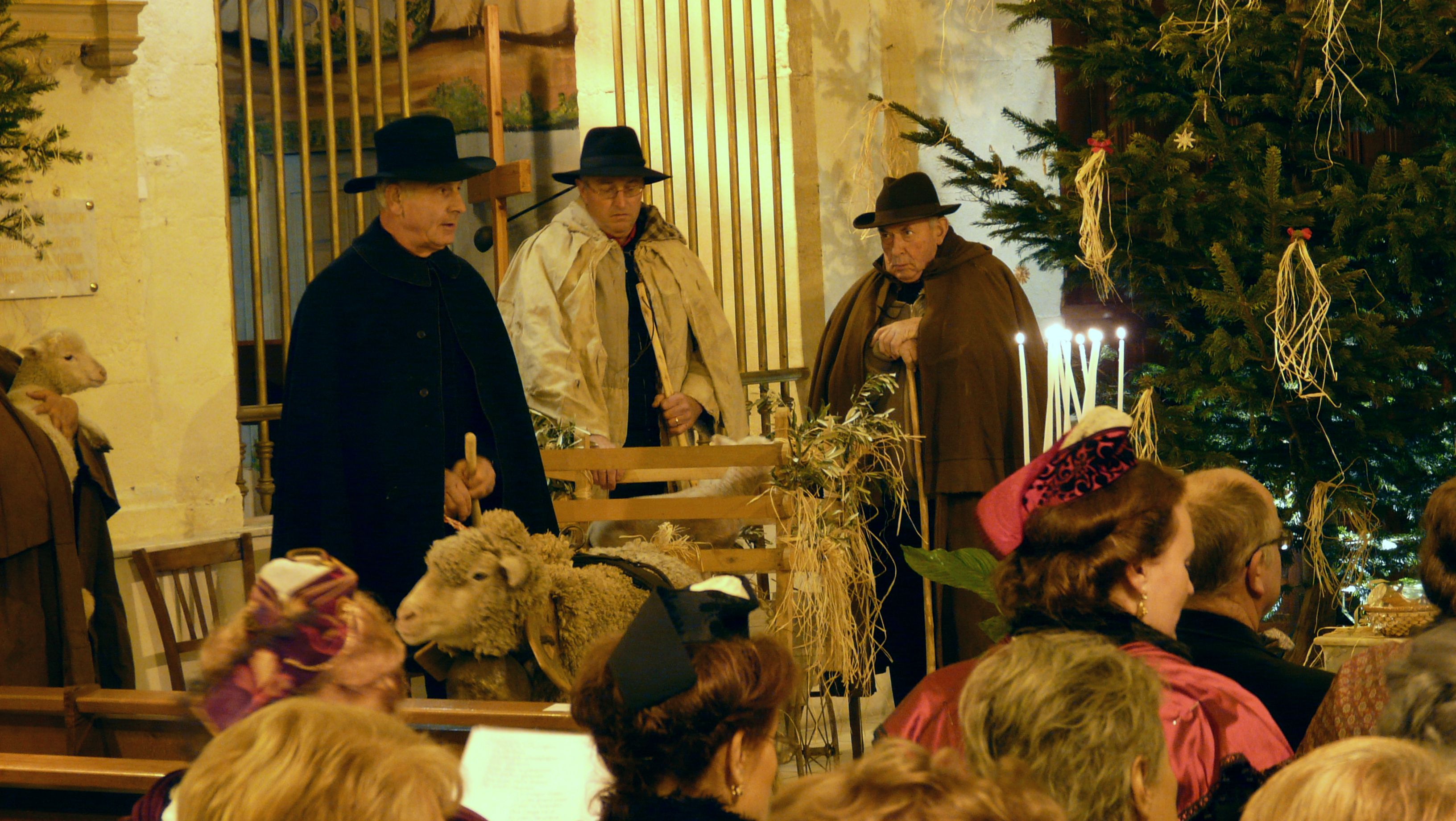
在普羅旺斯舉行的一場由牧羊人參與的傳統子夜彌撒。

同樣的比喻也適用於教會和神父，不論是普世天主教或聖公會的主教都會在他們的個人紋章繡上一把牧羊人用的曲柄杖以資識別。兩者的意含相同，指的是信友們就好比羊群般需要照料，當中也有部分靈感來自耶穌三度訓諭伯多祿「要飼養好我的羊」（Feed my sheep）的典故。
另外，神父（Priest）或牧師這個詞原本在拉丁語裡的意思正是牧羊人，現在則僅用於指稱大多數基督宗教教派中的神職人員。

## 大眾文化意義

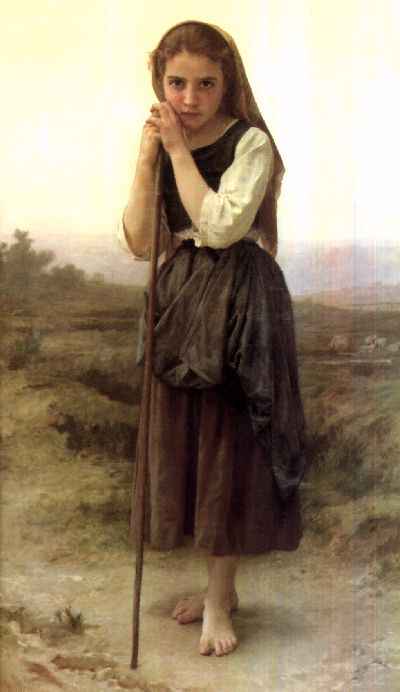
威廉·布格羅的畫作《小牧羊女》

牧羊人連同山羊倌等人物都是大眾文化想象中的烏托邦世界居民，投射出人類對詩一般田園生活和大自然美好的嚮往。牧羊工作因此由實際需要上的畜養，昇華為近郊地區平凡而閒適的農牧生活。
第一個創始為牧羊生活譜寫詩歌的人是古希臘的忒奧克里托斯，而古羅馬時期維吉爾的《牧歌集》則聲名更盛。這些都激發出後世詩人的靈感，例如十六世紀英國桂冠詩人愛德蒙·史賓賽的《牧羊者之曆》。
此外，牧羊人甚至牧羊女都是不少畫家和雕塑家熱愛的題材，使之得以頻繁地出現在永恆不朽的藝術殿堂。有關的知名作品包括丹麥新古典主義雕塑大師巴特爾·托瓦爾森的《牧童與狗》，一生堅持唯美主義的法國學院派畫家威廉·布格羅也曾經不下數次地以牧羊少女為描繪對象。
在這些作品之中，牧者大多被表現為擁有高尚脫俗的品德和心靈，理由是他們鄉村出身而則性自然，並沒有受到大城市墮落一面的誘惑和染污。正因如此，愛德蒙·史賓賽才會在自己的詩篇《Colin Clouts Come Home Againe》中，描述了一個離鄉背井的牧人見識到都市生活的險惡後，明智地作出返鄉的決定；至於其成名作《仙后》裡亦提及牧人們受林中仙子的垂眷而免於被喧囂的猛獸傷害。
文學方面，歷來很多故事都涉及牧羊人慨然拯救了被遺棄的孤兒：悲劇俄狄浦斯、羅馬建立之傳說羅慕路斯與雷穆斯如是，朗格斯的《達芙尼與克洛埃》、莎士比亞《冬天的故事》和王爾德短篇童話《少年國王》中也有類似的情節。當中一個共通之處是那些棄嬰，往往都生而有著比撫養他們長大的牧羊人要高出很多的社會地位，通常都是皇室或貴族的後裔，並且無從掩蓋其與生俱來的顯貴氣質 。
在安徒生童話《牧羊女和煙囪清潔工》（1845年）裡，主角瓷製的牧羊女更是帶有鍍金的手杖和鞋子，她愛上了另一個瓷製的煙囪清掃工，因為他有著玫麗和王子般的臉，而且從不被煤煙弄髒過。
當代作家保羅·科爾賀的《牧羊少年奇幻之旅》則描寫了一個西班牙少年聖狄雅各遇見麥基洗德和追尋金字塔的尋寶歷程，原著現已翻成40個語言譯本。

## 外部連結
- （繁體中文）香港最後一個牧羊人–丘德安 （页面存档备份，存于）
- （英文）養大羊隻的新手指南 （页面存档备份，存于）
- （英文）牧羊人之歌 （页面存档备份，存于）
- （英文）美國卡拉庫爾羊註冊表註冊記錄  （页面存档备份，存于）
- （英文）美國家畜品種保育中心 （页面存档备份，存于）
- （英文）新西蘭的稀有羊種保護學會 （页面存档备份，存于）
- （英文）蘇格蘭的薩福克黑面羊飼主協會 （页面存档备份，存于）
- （繁體中文）牧羊人大衛作王 （页面存档备份，存于）